# Государственный строй Швеции
Швеция — демократическая парламентская монархия. Роль конституции выполняет закон о форме правления (Regeringsformen) и сеймовый устав (Riksdagsordningen). Главой государства — король (Kung) или королева, осуществляет представительские функции. Передача престола в Швеции происходит к наследникам обоих полов. Законодательный орган — Риксдаг (Riksdag — «Национальный сейм»), избирается народом по пропорциональной системе по многомандатным округам сроком на 4 года, Риксдаг может может быть распущен Королём, но Король не может формировать без Риксдага Государственный совет. Исполнительный орган — Государственный совет (Statsrådet), состоящий из Премьер-министра (Statsminister) и министров, назначается Королём и несёт политическую ответственность перед Риксдагом, выражение Риксдагом недоверия Государственному совету или министру, влечёт за собой отставку Государственного совета или министра, перед вновь избранным Риксдагом Государственный совет слагает свои полномочия.